# Борисов, Владимир Борисович
Владимир Борисович Борисов (15 июля 1902 года, Харьков — 30 июня 1941 года, район посёлка Радошковичи, Молодечненский район, Минская область) — советский военачальник, генерал-майор (1940 год).

## Начальная биография
Владимир Борисович Борисов родился 15 июля 1902 года в Харькове.

## Военная служба

### Гражданская война
В феврале 1919 года был призван в ряды РККА и направлен красноармейцем в 1-й Харьковский полк, а в июне был назначен на должность командира взвода 1-го Чугуевского полка. Принимал участие в боевых действиях на Южном фронте против войск под командованием генерала А. И. Деникина.
С января 1920 года состоял для поручений при командире батальона 1-го запасного полка, дислоцированного в Харькове. В феврале был направлен на учёбу на Харьковские пехотные командные курсы Юго-Западного фронта, где вскоре был назначен на должность младшего адъютанта. После окончания курсов в октябре того же года был назначен на должность командира взвода школы червоных старшин.

### Межвоенное время
В июне 1921 года был направлен на учёбу в группу тактики при Военном педагогическом институте, однако вскоре был отчислен по болезни и в январе 1922 года был назначен на должность помощника начальника резерва Харьковского военного округа, затем вновь направлен на учёбу в группу тактики при Киевской военной педагогической школе, после окончания которой в декабре того же года был направлен в 1-ю школу Червонных старшин имени ВУЦИК, где служил на должностях командира взвода, преподавателя тактики, командира роты, батальона.
После окончания Военной академии имени М. В. Фрунзе в апреле 1936 года был назначен на должность помощника начальника 1-го отдела Белорусского военного округа, а в феврале 1938 года — на должность начальника 3-го отделения этого же отдела.
В августе 1939 года Борисов был назначен на должность командира 37-й стрелковой дивизии, после чего принимал участие в боевых действиях в ходе советско-финской войны. В ночь с 9 на 10 марта 1940 года 247-й стрелковый полк этой дивизии под непосредственным командованием командира дивизии Борисова овладел островом Вуорасту, в результате чего 168-я стрелковая дивизия смогла выйти из окружения. За умелое руководство частями дивизии в этих боях и проявленные при этом личное мужество и героизм Владимир Борисович Борисов был награждён орденом Ленина.
В марте 1941 года был назначен на должность командира 21-го стрелкового корпуса (Западный Особый военный округ).

### Великая Отечественная война
С началом войны корпус под командованием Борисова принимал участие в боевых действиях в ходе приграничного сражения на Западном фронте. 24 июня корпус был подчинён 13-й армии, после чего вступил в бой против 3-й танковой группы на рубеже Большая Посольча — Войдачи. В связи с отсутствием связи со штабом 13-й армии генерал-майор Борисов принял решение перейти всем корпусом к обороне, который к 28 июня вёл успешные оборонительные боевые действия на рубеже Трабы — Субботники — Дейнова — Жирмуны — Подзитва и к 29 июня в районе Ивье оказался в окружении, при попытке выйти из которого 30 июня генерал-майор Владимир Борисович Борисов погиб в районе посёлка Радошковичи (Молодечненский район, Минская область). Похоронен на кладбище посёлка Радошковичи.

## Воинские звания
- Майор (17.02.1936)
- Полковник
- Комбриг (4.11.1939)
- Генерал-майор (4.06.1940)

## Награды
- Орден Ленина (1940);
- Орден Отечественной войны 1-й степени (6.05.1965, посмертно);
- Юбилейная медаль «XX лет Рабоче-Крестьянской Красной Армии» (22.02.1938).